# 26842 Hefele
26842 Hefele este un asteroid din centura principală, descoperit pe 2 octombrie 1991, de Lutz Schmadel și Freimut Börngen.